# Nowy Meczet w Stambule
Nowy Meczet (tur. Yeni Cami) – XVI-wieczny meczet w Stambule, w Turcji w dzielnicy Eminönü. 
Budowa meczetu trwała ponad 60 lat. Prace nad meczetem rozpoczęto w 1597 na życzenie Safiye Sultan, żony sułtana Murada III i matki Mehmeda III. Pierwszym budowniczym był Davut Pasza, a po jego śmierci prace kontynuował zatrudniony przez matkę Mehmeda IV Mustafa Aga. Prace przerwano w latach 1605 – 1661 z braku pieniędzy na dokończenie budowy. W tym czasie powstał Bazar Egipski, a dochody z niego przeznaczono na dokończenie meczetu w 1663. 
W okresie budowy morze dochodziło do 3-metrowego podium, na którym stoi meczet. Problemy techniczne z konstrukcją muru fundamentowego, pożary i trzęsienia ziemi opóźniały budowę.

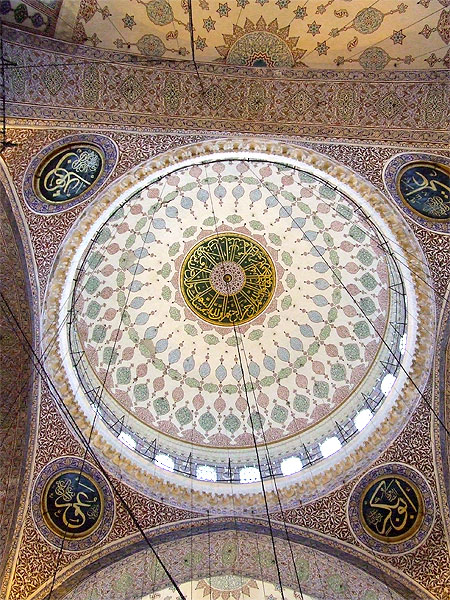

Plan ogólny budynku zbliżony jest do Meczetu Książęcego autorstwa Sinana i Błękitnego Meczetu, zbudowanego przez Mehmeda Agę. Jest to projekt z centralną kopułą o wysokości 36 m i średnicy 17,5 m, która jest otoczona czterema półkopułami wspartymi na potężnych filarach. W oknach wstawione są wiraże z intarsją perłową. Nad oknami umieszczono Sury i wersety z Koranu. W skład kompleksu wchodzi: szkoła podstawowa, meczet, fontanna, pawilon dla sułtana składający się z trzech pokoi i salonu, mauzoleum. Meczet posiada dwa minarety z trzema balkonami każdy. 
Nowy Meczet to ostatnia sakralna budowa Osmanów o tak znaczących rozmiarach.
Do Nowego Meczetu uczęszcza dziś największa liczba wiernych w całym Stambule.